# Kiss Land
Kiss Land é o álbum de estreia do artista musical canadense the Weeknd. O seu lançamento ocorreu em 10 de setembro de 2013, através das gravadoras XO e Republic.

## Lista de faixas
| N.º            | Título                 | Compositor(es)                                                                                           | Produtor(es)                                                   | Duração |  |
| 1.             | "Professional"         | Abel Tesfaye, Danny Schofield, Ahmad Balshe, Jason Quenneville, Rory Quiqley, Ema Jolly, Finian Greenall | Danny Boy Styles, The Weeknd, DaHeala, Harry Fraud[A]          | 6:08    |  |
| 2.             | "The Town"             | Tesfaye, Schofield, Balshe, Quenneville                                                                  | Danny Boy Styles, The Weeknd, DaHeala                          | 5:07    |  |
| 3.             | "Adaptation"           | Tesfaye, Schofield, Balshe, Quenneville, Gordon Sumner                                                   | Danny Boy Styles, The Weeknd, DaHeala                          | 4:43    |  |
| 4.             | "Love in the Sky"      | Tesfaye, Schofield, Balshe, Quenneville, Richard Munoz                                                   | Danny Boy Styles, The Weeknd, DaHeala                          | 4:27    |  |
| 5.             | "Belong to the World"  | Tesfaye, Schofield, Balshe, Quenneville, Beth Gibbons, Geoff Barrow                                      | Danny Boy Styles, The Weeknd, DaHeala                          | 5:07    |  |
| 6.             | "Live For" (com Drake) | Tesfaye, Aubrey Graham, Schofield, Balshe, Quenneville                                                   | Danny Boy Styles, The Weeknd, Quenneville                      | 3:44    |  |
| 7.             | "Wanderlust"           | Tesfaye, Schofield, Balshe, Quenneville, Munoz, Joseph Bostani, Selfia Musmin, Albert Tameala            | Danny Boy Styles, The Weeknd, DaHeala                          | 5:06    |  |
| 8.             | "Kiss Land"            | Tesfaye, Schofield, Quenneville, Sébastien Tellier, Jack Holkeboer                                       | Silkky Johnson, The Weeknd[B], Danny Boy Styles[B], DaHeala[B] | 7:35    |  |
| 9.             | "Pretty"               | Tesfaye, Schofield, Brandon Hollemon, Quenneville, Ricky Hilfiger                                        | Danny Boy Styles, The Weeknd, Quenneville, Hollemon[A]         | 6:15    |  |
| 10.            | "Tears in the Rain"    | Tesfaye, Schofield, Balshe, Quenneville                                                                  | Danny Boy Styles, The Weeknd, DaHeala                          | 7:26    |  |
| Duração total: | Duração total:         | Duração total:                                                                                           | Duração total:                                                 | 55:38   |  |

| Faixas bônus da edição deluxe |                               |                                                                          |                                                             |         |  |
| N.º                           | Título                        | Compositor(es)                                                           | Produtor(es)                                                | Duração |  |
| 11.                           | "Wanderlust" (Pharrell Remix) | Tesfaye, Schofield, Balshe, Quenneville, Munoz, Bostani, Musmin, Tameala | Danny Boy Styles, The Weeknd, DaHeala, Pharrell Williams[C] | 5:07    |  |
| 12.                           | "Odd Look" (com Kavinsky)     | Tesfaye, Vincent Belorgey, Balshe, Sebastian Akchoté                     | Kavinsky                                                    | 4:12    |  |
| Duração total:                | Duração total:                | Duração total:                                                           | Duração total:                                              | 64:57   |  |

Notas
A  - denota produtores adicionais
B  - denota co-produtores
C  - denota remixadores
Créditos de demonstração
- "Professional" contém demonstrações de "Professional Loving", escrita por Ema Jolly e Finian Greenall e cantada por Emika.
- "Adaptation" apresenta demonstrações de "Bring on the Night", escrita por Gordon Sumner e interpretada por The Police.
- "Belong to the World" possui interpolações de "Machine Gun", escrita por Beth Gibbons e Geoff Brown e interpretada por Portishead.
- Ambas "Wanderlust" e "Wanderlust (Pharell Remix)" apresentam demonstrações de "Precious Little Diamond", escrita por Joseph Bostani, Selfia Musmin e Albert Tamaela e cantada por Fox the Fox.
- "Kiss Land" possui demonstrações de "La Ritournelle", escrita e cantada por Sébastien Tellier.

## Desempenho nas tabelas musicais
| Tabela musical (2013)                                  | Melhor posição |
| ------------------------------------------------------ | -------------- |
| Alemanha (Media Control Charts)                        | 93             |
| Austrália (ARIA Charts)                                | 30             |
| Austrália (ARIA Urban Album Chart)                     | 4              |
| Bélgica (Ultratop 50 de Flandres)                      | 50             |
| Bélgica (Ultratop 40 da Valônia)                       | 41             |
| Canadá (Canadian Albums Chart)                         | 2              |
| Dinamarca (Hitlisten)                                  | 6              |
| Escócia (The Official Charts Company)                  | 38             |
| Estados Unidos (Billboard 200)                         | 2              |
| Estados Unidos (Top R&B/Hip-Hop Albums)                | '1             |
| Estados Unidos (Digital Albums)                        | 1              |
| França (Syndicat National de l'Édition Phonographique) | 93             |
| Irlanda (Irish Recorded Music Association)             | 58             |
| Noruega (VG-lista)                                     | 25             |
| Países Baixos (MegaCharts)                             | 52             |
| Reino Unido (UK Albums Chart)                          | 12             |
| Reino Unido (UK R&B Albums Chart)                      | 1              |
| Suécia (Sverigetopplistan)                             | 60             |
| Suíça (Schweizer Hitparade)                            | 62             |

| Tabela musical (2013)                   | Posição |
| --------------------------------------- | ------- |
| Estados Unidos (Billboard 200)          | 151     |
| Estados Unidos (Top R&B/Hip-Hop Albums) | 35      |
| Tabela musical (2014)                   | Posição |
| Estados Unidos (Top R&B/Hip-Hop Albums) | 67      |

| País (Empresa)        | Certificação |
| --------------------- | ------------ |
| Canadá (Music Canada) | Ouro         |
| Estados Unidos (RIAA) | Ouro         |
| Reino Unido (BPI)     | Prata        |